# Всесвітній поштовий союз

Прапор Всесвітнього поштового союзу

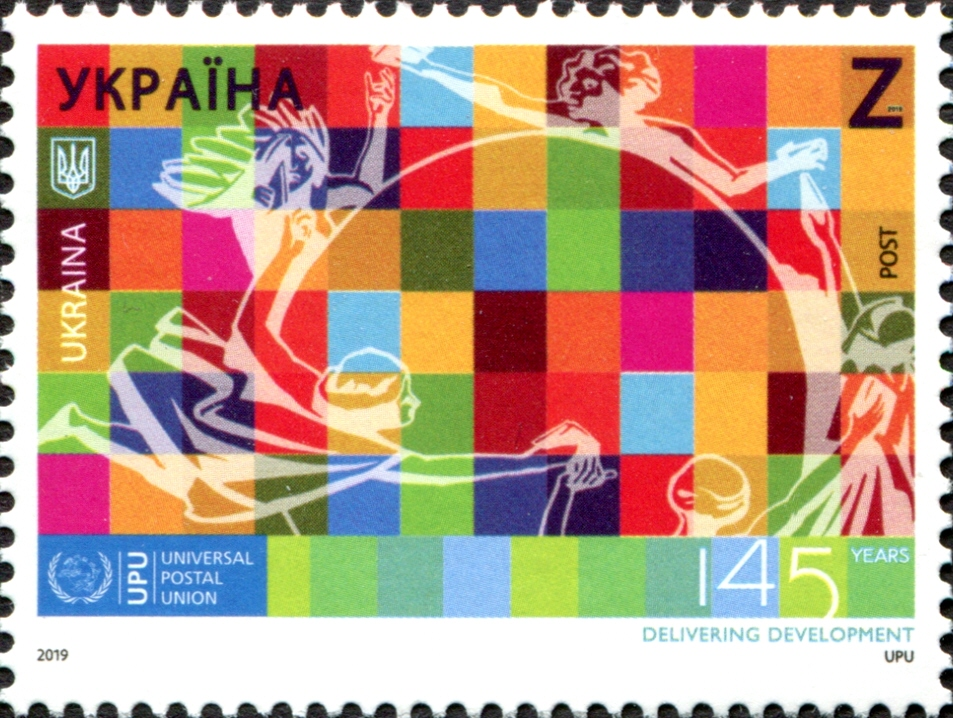
Марка Укрпошти «145 років Всесвітньому поштовому союзу» (2019)

Всесвітній поштовий союз (ВПС) (англ. Universal Postal Union, UPU) є спеціалізованою установою ООН. Штаб-квартира: Берн, Швейцарія. Членом організації є 192 країна світу.
Метою його діяльності є організація та поліпшення поштової служби в усьому світі та забезпечення міжнародного співробітництва в цій сфері. Головними принципами діяльності союзу є такі:
- Формування єдиної поштової території.
- Уніфікація поштових тарифів та одиниць ваги.
- Забезпечення свободи транзиту.
- Врегулювання суперечок шляхом арбітражу.
- Встановлення центральної установи, Міжнародного Бюро, утримання якої фінансується всіма країнами-членами.
- Періодичні збори Конгресу.
- Сприяння розвитку міжнародних поштових послуг та поштова технічна допомога країнам-членам ВПС.

ВПС об'єднує країни-члени в єдину поштову територію з фіксованими міжнародними поштовими тарифами. Кожен його член погоджується передавати пошту інших країн найкращими з доступних засобів. Україна є також членом Всесвітнього поштового союзу.

## Історія

### Передісторія
З розвитком поштового сполучення уряди стали укладати між собою поштові конвенції про порядок пересилання кореспонденції через чужі володіння транзитом, про розміри поштових зборів і про розподіл їх між сторонами, що домовлялися. При укладанні цих конвенцій сторони часто дбали найбільше про те, щоб залучити на свою територію якомога більше поштових відправлень та подовжити шлях для їх транзиту, і таким чином штучно завищували транзитні поштові збори (що стягувалися за вагою та відстанню), розглядаючи транзитний пропуск поштових відправлень виключно як джерело доходів.
Значним кроком уперед був Австро-німецький поштовий союз, укладений 1850 року між Пруссією, Австрією, іншими німецькими державами і керуванням Пошти Таксисів, на засадах одноманітного й рівномірного утримання поштових зборів. Цей союз припинив існування після війни 1866 року, але протягом 1867—1873 років спочатку Північнонімецька конфедерація, а потім Німецька імперія уклали низку поштових конвенцій на подібних засадах.

### Заснування
Перша спроба встановити деякі загальні принципи, які б регулювали міжнародну поштову службу, відбулась на міжнародній конференції в Парижі в 1863 р. До того часу міжнародний поштовий обмін регулювався безліччю двосторонніх договорів. Через одинадцять років, 9 жовтня 1874 р., на першому Міжнародному поштовому конгресі представники двадцяти двох країн підписали Бернську угоду, створивши Загальний поштовий союз (General Postal Union). Тепер 9 жовтня весь світ святкує Міжнародний поштовий день. Членство в Союзі зростало так швидко, що у 1878 назву «Загальний поштовий союз» було змінено на «Всесвітній поштовий союз (Universal Postal Union)». Бернській угоді 1874 р. вдалося об'єднати плутанину поштових служб та договорів в єдину поштову територію для взаємного обміну поштою. Вона також встановила єдиний поштовий тариф замість 1200 різних тарифів, що існували між двадцятьма двома країнами, які зустрілись у Берні. Бар'єри та кордони, що заважали до того часу вільному міжнародному обміну поштою та його зростанню, було нарешті скасовано.

## Організація Союзу

### Головні документи
Головним документом Всесвітнього Поштового Союзу є його Конституція ВПС, який містить мету діяльності та загальні положення. Він є дипломатичним документом, який має бути ратифікований компетентними органами кожної країни-члена ВПС. Доповнення до Статуту можуть вноситись лише Конгресом, і також підлягають ратифікації.
Загальні правила, що регулюють міжнародні поштові послуги, а також положення, що стосуються відправки листів, втілені у Всесвітній Поштовій Конвенції. Цей документ, так само, як і Статут, має обов'язкову юридичну силу для всіх країн-членів ВПС.
З метою чіткого, простого та гнучкого регулювання діяльності у сфері міжнародних поштових послуг, на Сеульському Конгресі у 1994 році було внесено доповнення до двох головних документів. Тепер дозволяється вносити зміни до положень щодо міжнародних поштових послуг, не звертаючись до Конгресу.
Окремі угоди, які є обов'язковими лише для країн, що їх уклали або приєднались, регулюють операції з поштовими посилками та поштовими фінансовими службами.

### Членство у ВПС
Кожна країна-член Організації Об'єднаних Націй може приєднатись до Всесвітнього Поштового Союзу. Незалежні держави, які не є членами ООН, також можуть вступити до ВПС, якщо на це дасть згоду щонайменше дві третини країн-членів ВПС. На кінець 1996 року ВПС налічував 189 країн-членів.

### Органи ВПС
Всесвітній Поштовий Конгрес (англ. Universal Postal Congress), куди делегуються представники всіх країн-членів, є головним органом Союзу. Як правило, він збирається кожні п'ять років.
Хоча головною функцією Конгресу є законодавча, останнім часом в ньому намітилась тенденція передавати регулятивні повноваження двом Радам ВПС, зосереджуючись практично на загальних політичних питаннях. На останніх конгресах велика увага надавалась Загальним Дебатам, де обговорюються та вирішуються ключові питання, що постануть перед ВПС на наступні п'ять років.
Внаслідок Загальних Дебатів на Сеульському Конгресі у 1994 р. ВПС прийняв план змін у поштовій сфері під назвою Сеульська Поштова Стратегія. Вона має чотири ключові напрямки:
- ефективне реагування на зміну ринкового середовища та потреби клієнтів;
- контроль та покращення якості поштових товарів та послуг;
- отримання більшої незалежності у керівництві та сприяння поштовому розвитку;
- підвищення відповідальності поштового персоналу на всіх рівнях.

Рівень втілення в життя Сеульської Стратегії буде визначальним фактором того, яку частку на ринку комунікацій буде мати поштова служба на початку наступного століття.
До інших функцій Конгресу належить вибір Генерального Директора та його заступника, так само, як і членів Виконавчої Ради та Ради Поштових Операцій; Конгрес також встановлює бюджет на наступні п'ять років.
Періодичність і місце проведення засідань керівного органу: Всесвітні поштові конгреси проводяться один раз на чотири роки почергово в країнах-членах
Адміністративна рада (англ. Council of Administration) складається з Голови та представників 40 країн-членів та збирається щороку у штаб-квартирі ВПС у Берні. Вона забезпечує безперервність роботи ВПС між Конгресами, здійснює нагляд над діяльністю ВПС та вивчає регулятивні, законні, адміністративні, та законодавчі питання роботи Союзу. Адміністративна рада також має право здійснювати дії в межах своєї компетенції, які, на її думку, необхідні для вирішення тимчасових справ. Рада затверджує бюджет та рахунки ВПС, а також щорічно доповнює Програму діяльності Союзу. Вона також відповідальна за сприяння та координацію технічної допомоги між країнами-членами. Обов'язки голови Адміністративної Ради автоматично надаються країні, де проходив останній Конгрес.
Рада Поштової Експлуатації(англ. Postal Operations Council) є технічним та оперативним органом ВПС та складається з представників 40 обраних країн-членів. Вона має справу з практичними, економічними та комерційними аспектами діяльності міжнародної поштової служби. Метою програми діяльності Ради є перш за все допомога поштовим установам модернізувати, поліпшувати та уніфікувати їх поштові продукти. Голова Ради Поштової Експлуатації обирається її членами.
Міжнародне Бюро (англ. International Bureau), встановлене Бернською угодою 1874 року, знаходиться у Берні та займається загальною підтримкою органів ВПС. Воно виступає як пов'язуючий, інформаційний та консультативний орган ВПС, а також забезпечує технічну співпрацю між країнами-членами. Міжнародне Бюро відповідає за забезпечення представництва ВПС у його зовнішніх стосунках, головним чином із міжнародними організаціями. Воно не втручається у конфлікти між поштовими адміністраціями та їх клієнтами.

### Мова
В той час як офіційною мовою ВПС залишається французька, Сеульський Конгрес проголосив другою робочою мовою Міжнародного Бюро англійську. Під час конгресів та засідань органів ВПС забезпечується одночасний переклад на ще декілька мов, крім французької. Документи та публікації ВПС перекладаються на арабську, китайську, англійську, німецьку, португальську, іспанську та російську мови. Оплату послуг з перекладу здійснює країна, що замовила переклад.

### Обмежені союзи
Країни-члени ВПС мають право утворювати обмежені союзи з метою подальшого розвитку кооперації між поштовими адміністраціями та з метою покращення поштових послуг. З цією ж метою вони мають право укладати між собою спеціальні угоди. Однак їх положення не можуть бути менш сприятливими для суспільства, ніж положення, які забезпечуються головними документами ВПС. Зараз існує 14 обмежених союзів, сфера діяльності яких розповсюджується майже на всі регіони світу.

## Основні програми ВПС

### ВПС як спеціалізована установа ООН
1 липня 1948 року ВПС став спеціалізованою установою Організації Об'єднаних Націй. С того часу його співпраця з іншими міжнародними організаціями зросла та поширилась. ВПС підтримує тісні зв'язки з такими програмами ООН, як Програма Розвитку ООН (United Nations Development Programme), Міжнародна Програма ООН з Контролю за Наркотиками (UN Drug Control Programme), Програма ООН з Охорони Навколишнього Середовища (UN Environment Programme), а також з такими спеціалізованими установами, як Міжнародний Союз Телезв'язку (International Telecommunication Union), Міжнародною Організацією Цивільної Авіації (International Civil Aviation Organization), Міжнародною Організацією Охорони Здоров'я (World Health Organization), ЮНЕСКО та Міжнародною Організацією Торгівлі (World Trade Organization). ВПС також має контакти з такими неурядовими міжнародними організаціями, як Міжнародна Організація Повітряного Транспорту (International Air Transport Association), Міжнародна Організація зі Стандартизації (International Organization For Standartization), Світова Митна Організація (World Customs Organization) та Інтерпол.
Прикладом співпраці ВПС з міжнародними фінансовими організаціями є його співпраця з Міжнародним Банком з метою дослідження процесу реформ у поштовому секторі.
Незважаючи на технічну природу своєї діяльності та невеликий бюджет, ВПС бере активну участь у програмах, що виникають після глобальних конференцій, організованих під егідою ООН, таких, наприклад, як Конференція із Захисту Навколишнього Середовища та Розвитку (Conference on Environment and Development), Світовий Самміт із Соціального Розвитку (World Summit for Social Development) та Четверта Конференція з Проблем Жінок (Fourth Conference on Women).

### Співробітництво заради покращення поштових послуг
Принцип технічного співробітництва було додано до Конституції ВПС на Віденському Конгресі у 1964 р. Це було викликано необхідністю надавати допомогу багатьом новоствореним країнам, які на початку 60-х приєдналися до ВПС. Кошти на таку допомогу головним чином йшли від Програми Розвитку ООН та інших організацій з підтримки розвитку.
Тепер, одначе, головна частина коштів на діяльність у галузі технічного співробітництва йде від внесків, які країни-члени роблять до бюджету або до спеціального благодійного фонду. Одною з головних цілей Групи з Розвитку Поштової Діяльності (Postal Development Action Group), спеціальної робочої групи, яка була створена в межах ВПС, є підвищення зовнішніх фінансових надходжень, спрямованих на реформи та модернізацію у сфері поштових послуг.
ВПС також проводить невеликі проєкти, які включають навчальні цикли, стипендії на навчання майбутніх членів поштового персоналу та послуги консультантів, які проводять дослідження у сфері поштових послуг.

### Якість обслуговування
Поштова служба має всі підстави пишатися якістю своїх послуг, які надаються за розумними цінами. Одначе, разом із швидким ростом конкуренції, альтернативних форм комунікації та вищими вимогами клієнтів, вона має постійно вносити подальші зміни у якість поштових послуг. Як зазначено на Сеульскому Конгресі у 1994 році, дії ВПС з поліпшення якості служби включають:
• поновлення та здійснення якісного обслуговування, яке має бути заснованим на потребах та вимогах клієнтів;
• постійний контроль над якістю міжнародного транспортування пошти та ефективністю світової поштової мережі;
• організація та розвиток практичних програм, спрямованих на поліпшення якості обслуговування;
• встановлення відділу довідки та допомоги в Міжнародному Бюро.

### Технології
Поштова служба постійно використовувала результати наукового прогресу в технології транспортування, щоб якнайскоріше доставити пошту до своїх клієнтів. В багатьох країнах автоматизовані технології використовуються через весь ланцюг обробки пошти для підвищення ефективності та зниження собівартості.
Щоб поширити розповсюдження розвинутих інформаційних технологій на країни, що розвиваються, ВПС розробив проєкт Глобального Електронного Обміну Даних (EDI project). З розвитком комп'ютерних технологій, які значно полегшують процес обробки пошти та дозволяють обмінюватись електронною інформацією, поштові служби мають можливість відслідковувати відправку та доставку пошти та надавати цю інформацію клієнтам. Поштові служби також продовжують включати нові технології у коло послуг, які вони пропонують клієнтам. Наприклад, комбіновані поштові вироби, що об'єднують електронну передачу повідомлення з доставкою твердої копії, вже використовуються прогресивнішими поштовими службами.

### Філателія
Сьогодні у світі існує незчисленна кількість людей, які збирають поштові марки. Політика щодо випуску, продажу та використання поштових марок є важливим питанням для будь-якої країни. Час від часу ВПС дає рекомендації щодо тематики поштових марок, яка повинна зробити позитивний внесок у розвиток дружніх міжнародних стосунків. Таким чином у 1989 році Конгрес, що відбувся у Вашингтоні, випустив «Філателістський кодекс етики для держав-членів ВПС». ВПС також застосував низку заходів для сприяння філателії та встановив Комітет зі зв'язків з основними філателістськими організаціями.
У жовтні 2019 року Укрпошта випустила марку «145 років Всесвітньому поштовому союзу» (тираж 130 000 примірників). Марку надруковано на ДП «Поліграфічний комбінат „Україна“ по виготовленню цінних паперів».

### Безпека
Як Вашингтонський (1989), так і Сеульський (1994) Конгреси визнали важливість безпеки, як визначального фактора успіху поштової справи сьогодні. Дійсно, поштова безпека займає пріоритетне місце серед діяльності Союзу, щоб допомогти поштовим установам поліпшити їх імідж, якість обслуговування та захистити їх прибутки. Враховуючи це, спеціальна установа — Група із Забезпечення Поштової Безпеки (Postal Security Action Group) — розробила ефективну програму дій до кінця цього століття. Поштові установи мають виконати свої зобов'язання перед клієнтами щодо цілісності пошти та забезпечення безпеки всіх, хто має до неї відношення, включаючи тих, хто відправляє пошту, хто її перевозить та зберігає. Приділення більше уваги клієнтові та розвиток ринку. Великий наголос робиться зараз на співпрацю з організаціями, які представляють великий відсоток користувачів міжнародних поштових послуг. Працюючи у цьому напрямку, контактні комітети були встановлені з представниками друкарської індустрії та деякими філателістськими організаціями. ВПС також прийняв унікальний проєкт, націлений на розвиток та зростання продажу товарів за допомогою пошти в усьому світі. Це перший проєкт ВПС, який фінансується як поштовими адміністраціями, так і їх партнерами у приватному секторі.
Всесвітній Поштовий Союз є сучасною установою з давньою історією та багатими традиціями. Поштові клієнти в усьому світі можуть розраховувати на все більш зручні та надійні поштові послуги, які залишаться найбільш доступним та легким міжнародним засобом зв'язку.

## Участь України у Всесвітньому поштовому союзі
- Дата набуття Україною членства: 1947 р.
- Підстава для набуття членства в міжнародній організації: Указ Президії Верховної Ради УРСР від 18.02.1949 «Про ратифікацію Всесвітньої поштової конвенції, Виконавчого регламенту до Всесвітнього поштового конгресу»
- Статус членства: Повноправний член
- Характер фінансових зобов'язань України: Сплата щорічного членського внеску
- Джерело здійснення видатків, пов'язаних з виконанням фінансових зобов'язань: Загальний фонд Державного бюджету України
- Вид валюти фінансових зобов'язань: Швейцарський франк
- Обсяг фінансових зобов'язань України на 2017 рік: 219 290,00 грн. (орієнтовна сума)
- Центральний орган виконавчої влади, відповідальний за виконання фінансових зобов'язань: Міністерство закордонних справ України.[4]

Україною підписані 11 жовтня 2012 року ключові документи Всесвітнього поштового союзу: Всесвітня поштова конвенція, Загальний регламент Всесвітнього поштового союзу, Заключний протокол Всесвітньої поштової конвенції та Угода про поштові платіжні послуги, які набувають чинності 22.10.2017